# Grandview (Waszyngton)
Grandview – miasto w Stanach Zjednoczonych, w stanie Waszyngton, w hrabstwie Yakima.